# Abraham Ortelius
Abraham Ortelius (také Ortels, Orthellius, Wortels; 4. nebo 14. dubna 1527 – 28. června 1598) byl vlámský kartograf a geograf. Je znám jako tvůrce prvního moderního atlasu Theatrum orbis terrarum (Divadlo světa). Také je uváděn jako první, koho napadlo, že kontinenty byly předtím, než se posunuly na současná místa, spojeny v jeden.
Podle belgického spisovatele Johna Vermeulena spolupracoval Ortelius se svým současníkem Gerhardem Mercatorem.

## Počátek kartografické dráhy
Abraham Ortelius se narodil do katolické rodiny, která pocházela z Augsburgu. Vyškolen byl jako rytec a ve věku dvaceti let byl navíc přijat jako iluminátor map do cechu svatého Lukáše ve svém rodném městě. Při tvorbě iluminací zjistil, že je možné si na živobytí vydělat prodejem kolorovaných map. Stačilo koupit, kolorovat a prodávat mapy kartografů z různých zemí. Díky své profesi koloristy navštívil mnoho míst – pravidelně jezdil na frankfurtský knižní veletrh a několikrát navštívil Itálii. V letech 1559–1560 cestoval po Lotrinsku a Poitou společně se svým přítelem Mercatorem, který jej povzbudil k tvorbě vlastních map a k povolání kartografa.

## Vydavatel map

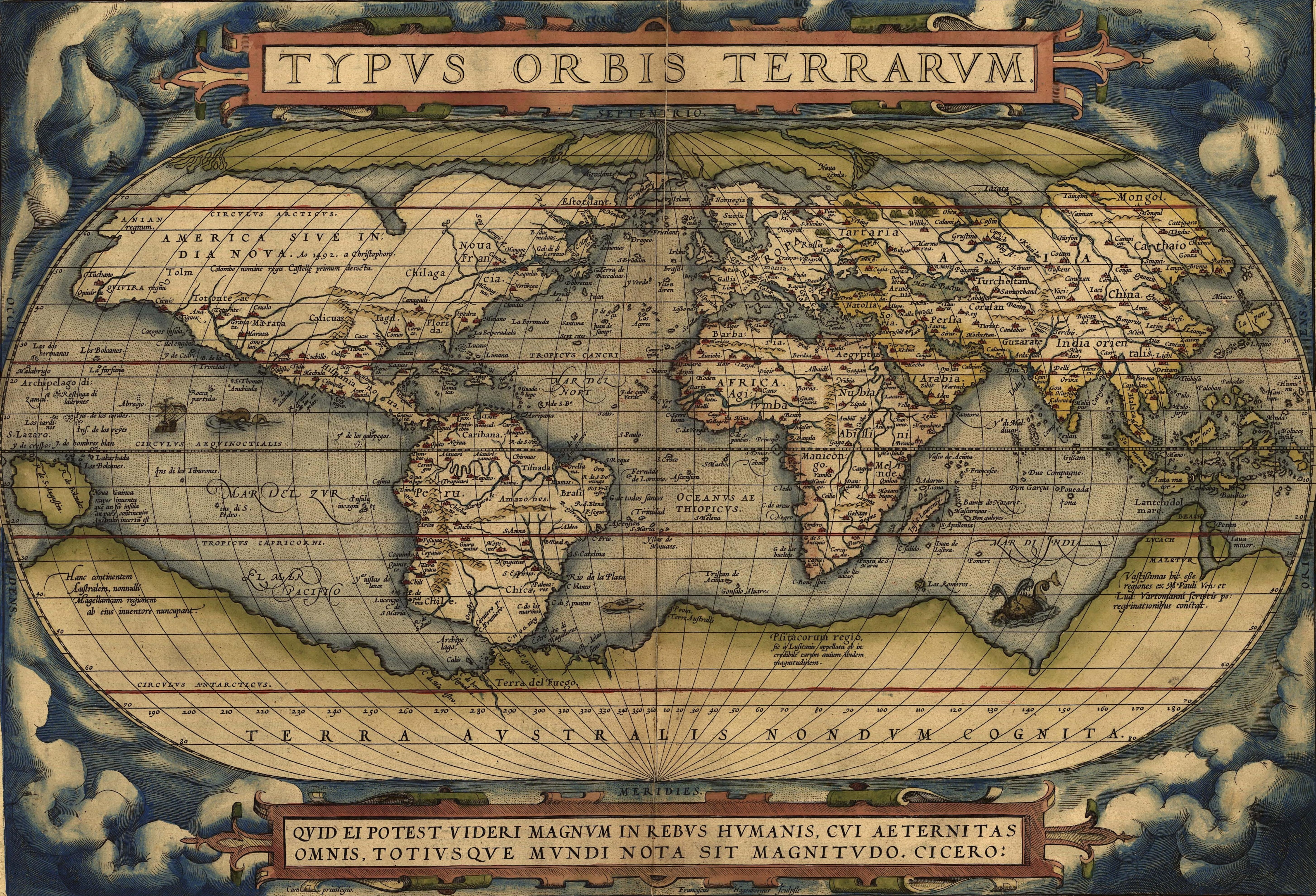
Typus Orbis Terrarum, 1570

Roku 1564 vydal svoji první mapu, Typus Orbis Terrarum. Tato mapa světa o osmi listech se poté objevila v redukované podobě i v jeho Atlase terrarum. V její dolní části je citát z Ciceronových Tuskulských hovorů: „Co z lidských věcí se může zdát velikým tomu, kdo ví o věčnosti, o velikosti celého světa.“ (Quid Ei Potest Videri Magnum In Rebus Humanis, Cui Aeternitas Omnis, Totiusque Mundi Nota Sit Magnitudo). Jediný dochovaný výtisk mapy je uložen v knihovně univerzity v Basileji.
Před vydáním svého atlasu ještě v roce 1565 vydal mapu Egypta o dvou listech, mapu Asie o osmi listech roku 1567, plán hradu Brittenburg na holandském pobřeží o rok později a mapu Španělska o šesti listech.

### Theatrum orbis terrarum

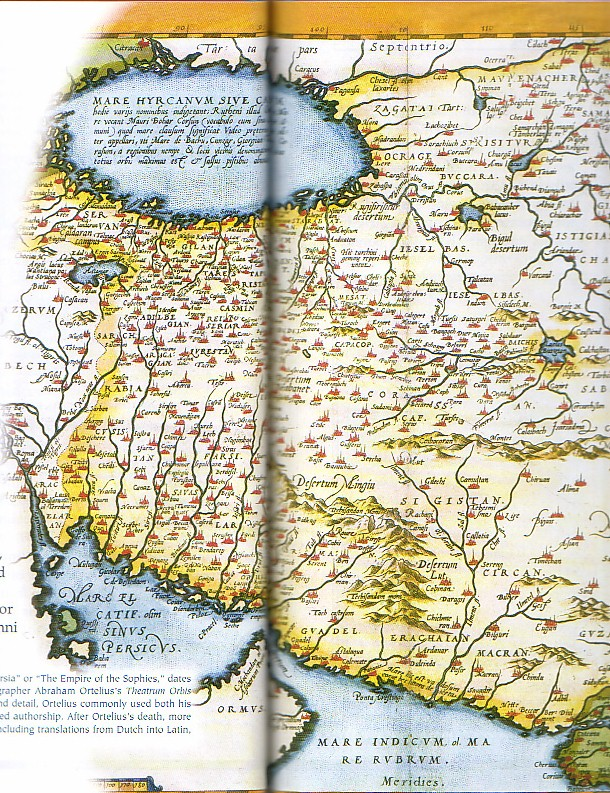
Mapa Perské říše v atlasu Theatrum Orbis Terrarum

Díky rozvoji obchodu a postupující kolonizaci světa se poptávka po nových mapách zvyšovala. Již nestačily pouze jednotlivé mapy, ale bylo třeba tvořit sbírky více map různých velikostí, resp. různých měřítek. Na popud holandského obchodníka a sběratele map Gillise Hooftmana, se Ortelius zavázal k sestavení úplného atlasu světa.
20. května 1570 vydal Gilles Coppens de Diest v Antverpách Orteliův Theatrum orbis terrarum. „První moderní atlas“ se skládal z reprodukcí 53 map od 87 autorů, rozšířená verze z roku 1601 pak už obsahovala dílo 183 kartografů. Mapy byly tištěny ze sedmdesáti mědirytin, na kterých pracoval Frans Hogenberg.
Atlas ovšem trpěl mnoha chybami, ať už nepřesnostmi v obrysech území či nejednotností v místních jménech: například pobřeží Jižní Ameriky bylo v první verzi vyznačeno velmi nepřesně a oprava jeho obrysu byla provedena až ve vydání z roku 1587.
Na rozdíl od Mercatora neuplatňoval Ortelius v atlase vlastní kartografické projekce, ale získal práva od jiných kartografů k využití jejich map. Využíval nepravé azimutální zobrazení, které odvodil v roce 1514 Johannes Werner (Werner-Stabovo zobrazení, tzv. „heart-shaped“). Inovací tak bylo, že všechny mapy sjednotil na stejný formát listu papíru a aktualizoval jejich geografický obsah.
Přes tyto nedokonalosti byl atlas ve své době monumentálním dílem. Jeho unikátnost spočívá v tom, že většina toho, co známe od menších kartografů 16. a 17. století, pochází právě z tohoto atlasu. Ortelius uvedl jako zdroj map ve svém atlasu 87 tvůrců z celého světa.
Theatrum orbis terrarum vyšlo v mnoha jazycích a vydáních: latině, nizozemštině, němčině, francouzštině, španělštině, italštině a angličtině.
Roku 1573 vydal Ortelius k atlasu dodatek 17 dalších map pod názvem Additamentum Theatri orbis terrarum. Postupně byla vydána další čtyři additamenta, poslední v roce 1597.

## Představa kontinentálního driftu
Ortelius byl první, kdo upozornil na podobnost pobřeží Evropy a Afriky s pobřežím obou Amerik a nabídl myšlenku kontinentálního driftu jako možné vysvětlení. Učinil tak roku 1596 ve svém spisu Thesaurus geographicus.
W. J. Kious popsal Orteliovy myšlenky takto:
Abraham Ortelius ve své práci Thesaurus geographicus … usoudil, že Amerika byla „odtržena a vzdálena od Evropy a Afriky … zemětřeseními a povodněmi“, a dodal: „Známky pukliny jsou jasně patrny, rozložíme-li mapu světa a bedlivě si prohlédneme pobřeží všech tří [světadílů].“

Teorie kontinentálního driftu byla obecně přijata až v druhé polovině 20. století. Došlo k tomu až poté, co byly hypotézy Alfreda Wegenera z roku 1912 podpořil objev mechanismu kontinentálního driftu a konvekčních proudů v astenosféře, které driftu dodávají energii.

## Pozdější tvorba
Díky Theatrum orbis terrarum získal Ortelius titul geografa od španělského krále Filipa II. S tímto titulem byl spojen i značný příjem, což mu umožnilo pokračovat v cestách po světě a shromažďování dalšího materiálu k tvorbě. V roce 1577 navštívil Anglii a Irsko a zde se osobně seznámil s Johnem Dee, Williamem Camdenem, Richardem Hakluytem a dalšími britskými geografy.
Svou velkou sbírku starověkých mincí a jiných starožitností popsal v díle Deorum dearumque capita ex vetustis numismatibus… effigiata et edita ex museo A. Ortelii, publikovaném v roce 1573. Velký zájem je také věnován Orteliovým pracím o starověké geografii. První taková práce byla publikována v roce 1578 pod názvem Synonymia geographica. V roce 1584 vyšla Nomenklatura Ptolemaicus, která se zabývala jmény míst v Ptolemaiově Geografii a parergony, což jsou obrazové doplňky, umístěné na historických mapách. Ortelius také spolupracoval s Markem Welserem na vydání Tabula Peutingeriana (Benátky, 1591) – ilustrovaného plánu silniční sítě v Římské říši.